# Antoni Stolpe
Antoni Stolpe (ur. 23 maja 1851 w Puławach, zm. 7 września 1872 w Merano) – polski kompozytor, pianista.

## Życiorys
Kształcił się w Instytucie Muzycznym w Warszawie pod okiem Karola Freyera i Stanisława Moniuszki (dyplom uzyskał w 1867 roku) oraz F. Kiela i T. Kullaka w Berlinie. 
Zmarł w wieku 21 lat w wyniku powikłań po zapaleniu płuc.

## Twórczość
Twórczość Antoniego Stolpego obejmuje m.in. Symfonię a-moll (1867), uwertury koncertowe, Hommage à Mendelssohn na orkiestrę (1868), sonaty fortepianowe a-moll (1867) i d-moll (1870), etiudy i wariacje fortepianowe, Sonatę skrzypcową, Scène dramatique na wiolonczelę i kwintet smyczkowy, utwory kam. – Sekstet fort. (1867), Trio fort. (1869), pieśni, utwory religijne, Credo na chór, solistów, kwintet smyczkowy i organy oraz wiele innych.